# Résolution 1418 du Conseil de sécurité des Nations unies
Membres permanents
- Chine
- États-Unis
- France
- Royaume-Uni
- Russie

Membres non permanents
- Bulgarie
- Cameroun
- Colombie
- Guinée
- Irlande
- Mexique
- Maurice
- Norvège
- Singapour
- Syrie

Résolution no 1417 Résolution no 1419
La résolution 1418 du Conseil de sécurité des Nations Unies, adoptée à l'unanimité le 21 juin 2002, après avoir rappelé toutes les résolutions précédentes sur le conflit en ex-Yougoslavie, en particulier la résolution 1357 (2001), a, en vertu du Chapitre VII de la Charte des Nations unies, prolongé le mandat de la Mission des Nations Unies en Bosnie-Herzégovine (MINUBH) et a autorisé le maintien de la Force de stabilisation (SFOR, acronyme anglais pour Stabilisation Force) jusqu'au 30 juin 2002.
Il s'agissait de l'une des nombreuses extensions de la MINUBH au cours de cette période, pour accorder plus de temps aux consultations informelles concernant le mandat de la MINUBH.

## Voir également
- Guerre de Bosnie-Herzégovine
- Guerres de Yougoslavie